# Maja Keuc
Maja Keuc (znana tudi pod umetniškim imenom Amaya, pisano tudi AMAYA), slovenska pevka in pesmopiska, * 16. januar 1992, Maribor

## Glasbena pot
Z glasbo se je začela ukvarjati kot otrok. Sedem let je pela v English Student Theatru, tri leta je bila pevka v rock skupini Hrošči.
V Sloveniji je postala znana leta 2010, ko je v 1. sezoni oddaje Slovenija ima talent zasedla 2. mesto. V letu 2010 se je pridružila projektu Papir, s katerim je leta 2010 izdala album Po viharju.
Leta 2011 jo je Radiotelevizija Slovenija povabila na tekmovanje za izbor slovenske popevke za evrovizijsko popevko, kjer je nastopila s pesmijo avtorja Matjaža Vlašiča z naslovom »Vanilija«. Na tekmovanju je v superfinalu premagala pevko April in postala zmagovalka ter slovenska predstavnica na Evrosongu 2011. Na Pesmi Evrovizije je zastopala Slovenijo v drugem polfinalu pod zaporedno številko 13, kjer se je uvrstila na 3. mesto in se kvalificirala v finalni izbor, kjer je zasedla končno 13. mesto.
1. decembra 2011, dobre pol leta po evrovizijskem finalu, je pri založbi Reflektor Music izšla njena debitantska plošča Indigo z 11 skladbami. Večino besedil (ta so bila tako v angleščini kot slovenščini) je napisala sama, glavna avtorja in producenta sta bila Krešimir Tomec in Marco Grabber, sodelovali pa so tudi »papirjevci« Sebastijan Duh, Tadej Kampl in Rok Vilčnik.
Leta 2012 se je preselila v Rotterdam, saj je bila sprejeta na glasbeno akademijo Codarts, kjer je vpisala študij solopetja na oddelku za pop glasbo. V tem času je spoznala Jonaha Nilssona, pevca in klaviaturista švedske skupine Dirty Loops. Postala sta par in se leta 2014 preselila v Stockholm. Od tretjega letnika naprej je obiskovala džezovski program na Kraljevi akademiji za glasbo v Stockholmu.  Študij je zaključila leta 2016.
Leta 2014 je začela ustvarjati pod umetniškim imenom Amaya, ki ga je sprva uporabljala predvsem v tujini. Marca je (kot Maja Keuc) v šov programu Eme predstavila novo skladbo »Close to You«.
Leta 2016 se je prijavila in bila sprejeta na Emo 2017, a se je pozneje odločila, da na njej ne nastopi. Leta 2017 je pri založbi Spinnup izdala EP Fairytales, ki je nastal na Švedskem v sodelovanju s producentom Orphéejem Noahom.
Doslej je sodelovala pri treh filmskih pesmih: z Reconcealom je posnela »End of Night«, naslovno pesem filma Kresnik: Ognjeno izročilo (Kresnik: The Lore of Fire) (2014), za film Gajin svet pa »Naredi srce« (2018). Pod imenom Maria Maya je gostovala tudi pri skladbi »The Coming Race«, ki so jo Laibach posneli za film Iron Sky - The Coming Race (2019).
Na Švedskem je začela v sodelovanju z drugimi pesmopisci pisati za druge izvajalce, tudi za azijski trg (Južna Koreja, Japonska), denimo za izvajalce, kot so PRISTIN, HyunA, Red Velvet in SHINee. Leta 2016 se je udeležila delavnice pisanja pesmi (songwriting campa) pri korejski založbi SM Entertainment. Med drugim je bila ena izmed avtoric pesmi japonske pevke Namie Amuro, za katero je ta prejela japonsko različico grammyja in naziv glasbenice leta.
Maja je decembra 2022, po izidu njene pesmi Rdeče, skupaj z modnim oblikovalcem Davidom Hojnikom ustvarila unikatno kolekcijo oblačil AMAYA x DH fashion, ki sta jo predstavila v Atelier Dh fashion.
Maja 2024 je izdala album Sončnice, ki vsebuje 10 pesmi, vse v slovenščini.

## Zasebno življenje
V letih 2010–2011 je bila v intimni zvezi s plesalcem Anžetom Zalarjem, sinom politika Aleša Zalarja. Pred tem je bila tri leta v zvezi s Timom Koresom, s katerim sta se razšla kmalu po finalu Slovenija ima talent.
Med študijem na glasbeni akademiji v Rotterdamu je spoznala Jonaha Nilssona, pevca švedske skupine Dirty Loops, s katerim sta postala par in se leta 2016 tudi zaročila. Zaroko sta razdrla leta 2018.

## Diskografija

### Kot Maja Keuc

#### Albumi
- Indigo (2011)
- Sončnice (2024)

### Pesmi
| Leto | Pesem                             | Videospot | Album    |
| ---- | --------------------------------- | --------- | -------- |
| 2011 | Vanilija/No One                   | ✓         | —        |
| 2011 | Zmorem                            |           | Indigo   |
| 2011 | Ta čas                            | ✓         | —        |
| 2012 | Tako lepo mi je                   | ✓         | Indigo   |
| 2012 | You're a Tree and I'm a Baloon    | ✓         | Indigo   |
| 2014 | Close to You                      |           | —        |
| 2018 | Naredi srce (iz filma Gajin svet) | ✓         | —        |
| 2024 | Labirint                          | ✓         | Sončnice |
| 2024 | Bližje                            | ✓         | Sončnice |
| 2024 | Mavrične oči                      | ✓         | Sončnice |
| 2024 | Z mano tu                         | ✓         | Sončnice |
| 2024 | Zmaji                             | ✓         | Sončnice |
| 2024 | Vse kar se ne sme                 | ✓         | Sončnice |
| 2024 | On ni ta                          | ✓         | Sončnice |
| 2024 | Sama sva kriva                    | ✓         | Sončnice |
| 2024 | Sončnice                          | ✓         | Sončnice |
| 2024 | Poletje 2010                      | ✓         | Sončnice |

1. ↑  Na albumu Indigo je izšel le remix "No One". Tako "Vanilija" kot "No One" sta sicer izšla na evrovizijskem maxi singlu No One.
2. ↑  Na albumu Indigo je izšla angleška različica pesmi "Free Love".

### Kot Amaya

#### EP-ji
- 2017: Fairytales − s producentom Orphéejem Noahom

#### Singli (radijski, digitalni)
- 2017: Chase Me[37]
- 2018: Concrete
- 2020: Trust Issues
- 2020: Crossroads − Joakim Molitor & AMAYA (priredba pesmi Tracy Chapman)
- 2021: Goodbye...
- 2021: Sleep Alone / Sanjam sama
- 2022: Rdeče

Za zadnje tri skladbe je posnela tudi videospot.

#### Kot gostujoča izvajalka
- 2014: End of Night − Reconceal ft. Amaya
- 2019: The Coming Race − Laibach (gostujoča vokalistka Maria Maya)
- 2019: The Change − Anuka ft. AMAYA & Emelie
- 2019: 1-800-273-8255 – Wilder Gray ft. AMAYA
- 2021: Naked – Lucas Estrada & Wahlstedt ft. AMAYA
- 2021: Mladi samo enkrat – Drill ft. AMAYA
- 2023: Pust me do besede – Batista Cadillac ft. AMAYA

Gostovala je tudi pri pesmi "Home" švedskega dvojca The Endorphins, ki je izšla na njunem EP-ju Afterglow (2020).